# كوردوبايلا دي لاكارا
بلدية كوردوبايلا دي لاكارا (بالإسبانية: Cordobilla de Lácara)‏, هي إحدى بلديات مقاطعة بطليوس, التي تقع في منطقة إكستريمادورا, والتي تقع في غرب إسبانيا.
يبلغ عدد سكانها 1.026 نسمة وفقاً لإحصائية سنة (2002).